# Made by Zero
Made by Zero je metalcore skupina z Uherského Hradiště, která vznikla v roce 2009. Tvorba Made by Zero spojuje prvky klasických tvrdších odnoží metalu a oldschool metalcoru. Kapela tak pokračuje v metalové tradici na Slovácku, kterou v minulosti budovaly skupiny jako Krabathor, Hypnos nebo Melancholy Pessimism.

## Sestava
- Michal Oharek – zpěv
- Libor Trnčák – bicí
- Jakub Mikulík – kytara
- Miroslav Štach – kytara
- Pavel Nabitý – basa

## Biografie
Kapela Made by Zero vznikla na podzim 2009 z fragmentů skupin Alone in the Silence – Michal Hladík (zpěv), Libor Trnčák (bicí), Pavel Nabitý (basa) a The Chemtrail – Jakub Mikulík a František Partyš (kytary). Původně pouze zamýšlená výpomoc při nahrávání ve studiu se přerodila do fungující kapely. Téhož roku Made by Zero vydali prvotní promo Never Back Down a začali aktivně koncertovat.
Po odchodu Františka Partyše a Michala Hladíka se v roce 2013 do kapely přidal kytarista Miroslav Štach, v roce 2015 apk zpěvák Michal Oharek (dříve basák kapel Next Under a Seven Days ´till the End).
Sestava se po těchto personálních rošádách ustálila a na podzim roku 2015 spatřilo světlo světa EP Illusion Of Who We Are. Na konci roku 2016 Made by Zero zveřejnili svůj první oficiální videoklip k singlu Unbroken, následně lyric video The Helios. Rok 2017 byl ve znamení koncertů a prací na novém materiálu zakončený druhým videoklipem k singlu Fear Is A Friend Of Winners. V červnu 2018 vydali debutové LP Between The Beginnings And Machines, které se stejně jako EP Illusion Of Who We Are natáčelo ve studiu Šopa, pod taktovku Standy Valáška.

## Discografie
- LP Between The Beginnings And Machines (2018, Studio Šopa)
- EP Illusion Of Who We Are (2015, Studio Šopa)
- Demo Never Back Down (2009)

## Videoklipy
- When the Blind Leads the Blind
- Fear Is A Friend Of Winners
- Unbroken

## Rozhovory
- https://obscuro.cz/rozhovor-s-liborem-z-made-by-zero/
- http://www.coremusic.cz/rozhovory/made-by-zero-uz-jsme-hrali-i-vedle-pornokoutku Archivováno 1. 7. 2017 na Wayback Machine.
- http://czechblade.cz/clanek/2126/made-by-zero-delame-proste-metal/
- http://www.idobryden.cz/kultura/destructive-session-v-metalovem-rytmurn/a12620c0-f960-11e8-9610-005056ab0011/
- http://fakker.cz/clanek/13113/made-by-zero-interview-nez-poslouchat-z-jukeboxu-nejake-hruzy-to-radsi-cele-album-spice-girls/

## Další informace
- Oficiální webové stránky
- Bandzone
- Youtube kanál
- Made by Zero na Instagramu
- Made by Zero na Facebooku
- Encyclopaedia Metallum: The Metal Archives